# HProduct
hProduct es un microformato para publicar detalles de productos, en páginas web, usando clases (X)HTML y atributos rel .
Google anunció en 2009 que analizaría los microformatos hProduct, hCard y hReview y los utilizaría para completar las páginas de resultados de búsqueda.